# آيات القرمزي
آيات حسن محمد القرمزي (ولدت في 1 يناير 1991) هي شاعرة بحرينية من قرية صدد، وطالبة في كلية البحرين للمعلمين.

## الاحتجاجات البحرينية 2011
في يوم الأربعاء 23 فبراير، خلال الأيام الأولى لاحتجاجات البحرين 2011، ألقت آيات قصيدة في دوار اللؤلؤة الذي كان مركز الاحتجاجات. وتضمنت القصيدة هجاءً مباشراً لرئيس الوزراء الشيخ خليفة بن سلمان آل خليفة.
منذ ذلك الحين تلقت آيات الكثير من التهديدات. وتقول والدتها السيدة سعدة في حديثها لإذاعة هولندا العالمية "كانت الرسائل التي تتلقاها آيات مليئة بالكلام البذيء جداً والتهديدات وخـُصصت صفحات على الفيس بوك لشتمها. وقد قامت بإبلاغ الشرطة البحرينية بتلك التهديدات لكنها تعرضت للسخرية والإهانة في مركز الشرطة. وقد احتفظت بالرسائل التي وصلتها وأبلغتها إلى منظمات حقوق الإنسان.
وفي يوم الثلاثاء 1 مارس 2011، تلقت آيات اتصالات هاتفية يحمل بعضها تهديداً والبعض الآخر شتماً وسباً بل تجاوزت ذلك لتصل إلى التهديد بالاعتداء الجنسي والقتل.
وفي 6 مارس، ألقت آيات قصيدة أخرى تنتقد بها الملك. في مقطع من القصيدة موجه للملك حمد بن عيسى آل خليفة يتضمن:«نحنُ شعبٌ يقتل الذل ويغتال التعاسة، إنت ما تسمع حكيهم؟ إنت ما تسمع صراخهم؟». وتتضماً القصيدة أيضاً حوار بين إبليس والملك حمد بن عيسى، وقول فيه إبليس لحمد: «هزوني شعبك أنت ما تسمع حكيهم؟».

### الاعتقال

آيات القرمزي على الصفحة الأولى لصحيفة الإندبندنت بتاريخ 2 يونيو 2011.

تم اعتقالها في 30 مارس بسبب إلقائها القصيدة التي تنتقد الحكومة خلال الاحتجاجات في دوار اللؤلؤة الذي يعد مكان التجمع الرئيسي للمتظاهرين في شهر فبراير. اضطرت آيات لتسليم نفسها بعد أن هاجمت الشرطة منزل والديها الذي لم تكن موجودة فيه حينها، إذ قام رجال الشرطة بجعل 4 من إخوان آيات يستلقون على الأرضية، وتم توجيه فوهات الأسلحة عليهم، ثم صرخ أحد رجال الشرطة على والد آيات قائلاً: «قل لنا أين هي آيات أو سنقتل كل أبنائك أمام عينيك».
ولاحقاً قامت مجموعة من رجال الشرطة الملثمين وقوات مكافحة الشغب الخاصة باعتقال آيات حيث قالوا لوالدتها بأنه سيتم استجوابها، وأنه بإمكانها المجيء لأخذ ابنتها لاحقاً من مركز شرطة الحورة، ولكن والدة آيات لم ترَ ابنتها منذ ذلك الحين، وقالت إنها لم تكلمها إلا مرة واحدة عن طريق الهاتف حيث قالت آيات أنها قد أجبرت على التوقيع على اعتراف كاذب، لاحقاً تم إخبار والدتها سراً بأن آيات ترقد في مستشفى عسكري بسبب الإصابات التي تعرضت لها من خلال التعذيب.

### التعذيب
خلال فترة احتجازها؛ تم ضرب آيات على وجهها بواسطة الأسلاك الكهربائية، كما تم حبسها في زنزانة صغيرة جداً لمدة تسعة أيام مع تشغيل مكيف الهواء عليها بدرجة حرارة منخفضة لدرجة التجمُّد، وأيضاً تم إجبارها على تنظيف المراحيض الموجودة في السجن بيديها العاريتين فقط.
أحياناً، تضن آيات أن مكيف الهواء في الزنزانة يُخرج نوعاً من الغاز يجعلها تشعر بالاختناق، خلال هذه الفترة لم تستجوب الشرطة آيات أي استجواب حقيقي. بتاريخ 21 يونيو، أجبرت على الاعتذار على شاشة التلفزيون للملك.
وفي مقابلة لها مع صحيفة الإندبندنت، قالت القرمزي بأنَّه على الرغم من أن الأشخاص الذين يستجوبونها حاولوا تعصيبها: «أنا كنتُ قادرةً على رؤية امرأة يصل عمرها لحوالي الأربعين وتلبس ملابس مدنيَّة وهي تضربني على رأسي بواسطة هراوة». القرمزي وصفت الامرأة التي حقَّقت معها لأحد حرَّاس السجن التي تقبع فيه، والذي قال مباشرةً أن هذه الامرأة تنتمي لعائلة آل خليفة وتشغل منصباً عالياً في جهاز الأمن البحريني. وقالت القرمزي: «تم أخذي في العديد من المرَّات إلى مكتبها للتعرض للضرب مرَّةً أخرى، هي كانت تقول 'يجب أن تكونين فخورة بآل خليفة، هم لن يتركوا هذه البلاد، إنها بلادهم'». الحرَّاس أوضحوا بأن هذا لم يكن عملها الاعتيادي، ولكنَّها تطوعت للاشتراك في استجواب المعتقلين السياسيين.

### المحاكمة
في 12 يونيو 2011، حُكم عليها بالسجن سنة واحدة من المحكمة العسكرية. هذا الحكم لم يكن يستند على أي حجَّة قانونية، كما أنَّه لم يتم السماح لمحاميها بالحديث في المحكمة، وذلك طبقاً لما قاله أحد أفراد عائلتها الذي حضر جلسة نطق الحكم. شقيق آيات يوسف محمد قال لصحفية الإندبندنت أن معاملة آيات في السجن تحسنت في الأيام الأخيرة بالمقارنة بالمعاملة السيئة جداً التي كانت تتلقَّاها في الأيام التي تلت اعتقالها في نهاية شهر مارس الماضي.

### الإفراج عنها
في 13 يوليو 2011، أفرج عن الشاعرة آيات القرمزي ووضعت قيد الإقامة الجبرية في منزلها، وذلك بعد مرور نحو شهر من صدور حكم محكمة السلامة الوطنية الابتدائية (الدائرة الأولى) بحبس القرمزي لمدة سنة واحدة لاتهامها بجنحة الاشتراك بالتجمهر بغرض ارتكاب الجرائم والتحريض على كراهية النظام. وقد تلقت عائلة القرمزي اتصالاً من مركز شرطة مدينة عيسى يفيد بوجود أمر من النيابة العسكرية بالإفراج عن آيات القرمزي بضمان محل إقامتها. ويأتي إطلاق سراح آيات القرمزي بعد بث التلفزيون البحريني لشريط أظهر القرمزي وهي تعتذر لملك البحرين وتبدي ندمها على القصائد التي ألقتها بدوار اللؤلؤة. فيما رأى مراقبون أن اعتذار القرمزي كان بالإكراه تحت التهديد كما نشرت قصيدة شعرية نُسبت للقرمزي إبان اعتقالها قيل أنها سربت من السجن تضمنت تمسكها بموقفها وأنها كانت مكرهة على الاعتذار وطلب العفو.
و في جمع حاشد استقبل العشرات من أهالي قرية صدد الشاعرة المحررة، فيما ظهرت آيات القرمزي خلال الشريط الذي نشر على موقع اليوتيوب وهي تحيي الجموع الغفيرة من شرفة السيارة التي أقلتها.

## وصلات خارجية
- آيات القرمزي  على فيسبوك.